# Leszek Kudła
Leszek Adam Kudła (ur. 14 lipca 1946, zm. 16 sierpnia 2022) – polski inżynier mechatroniki, prof. dr hab.

## Życiorys
Obronił pracę doktorską, następnie uzyskał stopień doktora habilitowanego. Został zatrudniony na stanowisku profesora nadzwyczajnego w Instytucie Metrologii i Inżynierii Biomedycznej na Wydziale Mechatroniki Politechniki Warszawskiej.
Pochowany na Cmentarzu Komunalnym Północnym w Warszawie.